# 87e parallèle nord
Pour les articles homonymes, voir 87e parallèle.
En géographie, le 87e parallèle nord est le parallèle joignant les points de la surface de la Terre dont la latitude est égale à 87° nord.

## Géographie

### Dimensions
Dans le système géodésique WGS 84, au niveau de 87° de latitude nord, un degré de longitude équivaut à 5,846 km ; la longueur totale du parallèle est donc de 2 105 km, soit environ 5,5 % de celle de l'équateur. Il en est distant de 9 667 km et du pôle Nord de 335 km,.

### Régions traversées
Le 87e parallèle nord passe intégralement au-dessus de l'océan Arctique.